# Cỏ lau
Cỏ lau (tiếng Anh: The Wild Reed) là bộ phim điện ảnh năm 1993 của Việt Nam do Vương Đức đạo diễn, kịch bản do Lê Hoài Nguyên chuyển thể từ truyện ngắn cùng tên của Nguyễn Minh Châu, với các diễn viên Đơn Dương, Minh Châu, Thương Huyền.

## Nội dung
Ngay sau ngày Thống nhất, đại Tá lực trở về quê nhà Quảng Trị với nhiệm vụ quy tập mộ các đồng đội đã h sinh, ông được gặp Quảng, một thợ ảnh. Quảng đã đưa Lực về nhà mình để chụp ảnh, Lực phát hiện ra tấm ảnh cũ của mình đang được đặt trên bàn thờ nhà Quảng. Qua trò chuyện, Lực mới biết Quảng là chồng của Thai - người yêu cũ của anh. Sau khi Lực về thì Quảng cũng dần phát hiện ra sự thật này.
Sau khi nhập ngũ, Lực không biết Thai đã sinh cho anh một cô con gái. Thai một mình nuôi con và cha của Lực. Một hôm Thai ra đồng và phát hiện một xác lính giải phóng có vết bớt giống của Lực, cha của Lực cũng chắc rằng các xác là con mình. Khi mọi người đều nghĩ Lực đã chết, những lúc khó khăn nhất cô nhận được sự giúp đỡ của Quảng. Sau đó, Quảng lập gia đình với Thai, chăm nuôi con gái là cha của Lực như người thân trong gia đình. Sự trở về của Lực đẩy mọi người vào tình huống khó xử.

## Diễn viên
- Đơn Dương trong vai Lực
- Minh Châu trong vai Thai
- Thương Thương Huyền trong vai Thai (lúc trẻ)
- Trần Hạnh trong vai Bố của Lực
- Hồng Sơn trong vai Quảng
- Thùy Dương trong vai Huệ
- Quang Hải trong vai Phi
- Thanh Huyền trong vai Thơm
- Thế Hùng trong vai Nhỉ
- Minh Vượng trong vai Vợ của Nhỉ
- Xuân Lư trong vai Bố của Nhỉ
- Bùi Đại Lượng trong vai Phong
- Đỗ Hữu Thiện trong vai Phan

## Sản xuất
Cỏ lau có nội dung tương đồng với câu chuyện có thật của một Chính ủy trung đoàn 48. Sau khi tham gia trận đánh thành cổ Quảng Trị, cả trung đoàn của ông bị xóa sổ chỉ còn lại có ba người. Trở về khi chiến tranh kết thúc ông mới biết vợ mình đã lấy chồng mới, con và bố mình đang sống trong gia đình mới của vợ.
Vương Đức đã rất khó khăn để tìm một diễn viên cho vai nữ phụ, nhưng khi tìm được người có đáp ứng đủ tiêu chuẩn thì ông buộc phải loại bỏ vì nữ diễn viên này yêu cầu thù lao quá cao, cao hơn mức của một diễn viên chính. Diễn viên Lê Vân cũng từng được  Vương Đức mời vào một vai phụ, nhưng vì một số lý do mà hai người không thể hợp tác.
Vương Đức đã bỏ đi biệt danh “Phi Phi” của Huệ, nhân vật Lực dường như không biết gì về cô, tên hay biệt danh của cô, những câu chuyện quá khứ giữa cô và người tình. Bộ phim đã nhấn mạnh hơn rằng hạnh phúc của Thai là do những người đàn ông và cuộc chiến này chi phối.
Sau khi giành giải Ngọn đuốc vàng, năm 1995, ông Nguyễn Vinh Quang lúc bấy giờ là Bí thư thứ nhất của Đại sứ quán Việt Nam tại Trung Quốc đã góp phần đưa bộ phim lên sóng truyền hình Trung Quốc.

## Giải thưởng
| Năm  | Giải thưởng                                                                       | Hạng mục                          | Nhận giải    | Kết quả            | Chú thích     |
| ---- | --------------------------------------------------------------------------------- | --------------------------------- | ------------ | ------------------ | ------------- |
| 1993 | Liên hoan phim Việt Nam lần thứ 10                                                | Âm nhạc Phim truyện nhựa xuất sắc | Đỗ Hồng Quân | Đoạt giải          | [ 9 ]         |
| 1993 | Liên hoan phim Việt Nam lần thứ 10                                                | Phim truyện nhựa xuất sắc         | (bộ phim)    | Giải Ban giám khảo | [ 10 ]        |
| 1994 | Liên hoan phim Các nước không liên kết và các nước đang phát triển lần thứ IV     |                                   | (bộ phim)    | Ngọn đuốc vàng     | [ 11 ] [ 12 ] |
| 1994 | Giải thưởng Hội Điện ảnh Việt Nam 1993hoặc Giải thưởng Hội Điện ảnh Việt Nam 1994 | Phim truyện nhựa                  | (bộ phim)    | Giải B             |               |

Năm 2012, đạo diễn Vương Đức được trao tặng Giải thưởng nhà nước về Điện ảnh với ba tác phẩm Cỏ lau, Những người thợ xẻ, Của rơi.